# Дальнобойщики: Путь к победе
Дальнобойщики: Путь к победе (англ. Hard Truck: Road to Victory; нем. LKW-Raser) — российская компьютерная игра в жанре симулятора грузоперевозок, разработанная SoftLab-NSK в 1998 году. Издателем в странах СНГ и Прибалтики выступили — Buka Entertainment и 1C.

## Игровой процесс

Приморск

Игроку предстоит, управляя грузовиком, состязаться с соперниками одной из пяти трасс. За успешное окончание гонки водителю начисляются деньги. Конечной целью является набор 1000000$, после чего игра будет закончена.
Изначально игрок обладает автомобилем ЗИЛ и стартовым капиталом размером в 30000$. Число соперников варьирует от 0 до 7, каждый из них имеет собственный автомобиль.
В игре присутствует два уровня сложности:
- Аркадный — не учитывается ряд характеристик автомобиля, управление упрощено.
- Симулятор — физическая модель более правдоподобна, на поведение грузовика влияют многие факторы, основные среди которых: повреждения автомобиля, износ покрышек и тормозов, большое разнообразие изменяемых технических характеристик автомобиля, погодные условия, тип дорожного покрытия. Тем не менее, даже в этом режиме физика поведения автомобилей аркадная и сильно упрощенная, не соответствующая полноценному симулятору.

Игра начинается на базе — помещении, в котором происходит погрузка товара, выбор трассы, а также находится автомагазин и магазин запчастей. На эту же базу водитель попадает после завершения гонки. Из пяти трасс две спортивные и три коммерческие. Чтобы совершить заезд на коммерческих необходим груз. На спортивных груз не требуется, так как на этих трассах соревнуются тягачи, но при этом без полуприцепов. Над въездом в каждый коридор, ведущий на трассу, указано её название, цифра, указывающая длину пути в километрах (без объездных дорог), светофор, запрещающий или разрешающий выезд на трассу (актуально для сетевой игры), и индикатор погоды. На улице может быть как ясно, так и идти дождь — тогда ухудшается видимость, приходится использовать стеклоочистители, дополнительную проблему составляет ухудшение сцепления шин с дорогой.
Игрок, перед отправкой на коммерческую трассу, должен взять груз. Товар покупается на собственные деньги, которые должны окупиться прибылью, в случае успешного прохождения. Товары различаются по цене, массе, объёму и хрупкости из расчёта на упаковку. Поэтому количества груза на борту ограничиваются грузоподъёмностью, объёмом фургона и наличием денег. Масса груза влияет на движение грузовика: он, при большой нагрузке, будет неустойчив. Хрупкие товары портятся при ударах, поэтому везти их следует осторожно — по прибытии оплачивается только целый товар. Гонорар пропорционален стоимости и хрупкости товара. Сами же грузы весьма различны: ткани, лекарства, напитки, электротехника, гвозди, стекло, лампочки, игрушки и другие.
Игрок может купить автомобиль, на который хватает денег. Всего их 9, продаётся же 8. Соперники сменять машину не могут. Все грузовики — двухосные. С фургонами на коммерческих трассах, на спортивных — седельные тягачи, кроме КамАЗа-4925 — тот с кузовом.

## Отзывы
| Русскоязычные издания | Русскоязычные издания |
| Издание               | Оценка                |
| --------------------- | --------------------- |
| Game.EXE              | 84 %                  |
| «Страна игр»          | 8 из 10               |
| «Компьютер и мы»      | 4 из 5                |